# Devolúció (biológia)
A devolúció, vagy inverz evolúció az az elképzelés, miszerint az evolúció megnyilvánulhat egy összetett organizmus alacsonyabb, primitívebb szintre való süllyedésében is. Tudományos szempontból a devolúció nem létezik. A lamarcki nézőpont még „fejlődésként” tekint az evolúcióra, de a modern, neodarwini evolúcióbiológia a törzsfejlődést már a természetes szelekció, mutáció és genetikai sodródás keretein belül definiálja, így annak nincs iránya, nem halad időben előre vagy hátra, tehát a devolúció, mint fogalom nem megalapozott.
Relatív egyszerűsödés sok helyen megfigyelhető az élővilágban, mint például az emberi lábujjak elcsökevényesedése, vagy a farok eltűnése, de ezek a változások kizárólag a környezethez való alkalmazkodást szolgálják, irányuk, céljuk nincs.